# Erkki Linko
Erkki Edvard Linko, fram till 1906 Lindroth, född 27 februari 1893 i Tammerfors, död 23 november 1966 i Stockholm, var en finländsk orkesterledare och grundare av Radions symfoniorkester. 
Linko var son till kördirigenten Edvard Linko och Maria Elisabeth Lundelin. Brodern Ernst Linko var musiker och gift med operasångerskan Lahja Linko. Han blev student 1912 och bedrev studier vid Helsingfors universitet fram till 1918. I ungdomen ledde han operettuppsättningar på Tammerfors teater.
Han studerade musik vid Helsingfors konservatorium 1920–1922, och företog 1930 en studieresa till Österrike och Riga. Mellan 1916 och 1927 dirigerade han flera biograf- och restaurangorkestrar, och var 1927 en av initiativtagarna till Radions symfoniorkester, för vilken han var kapellmästare 1927–1952. Han var föreståndare för radions notbibliotek 1944–1952, chef för Westerlunds konsertbyrå 1948–1949, styrelseledamot av Finlands musikerförbund 1923–1927 och var dess sekreterare 1926–1927. Linko ledde även radioorkestrar i Riga, Prag och Stockholm.
I maj 1929 anlände tyska tekniker för grammofonbolaget Polyphon till Helsingfors och ett sextiotal inspelningar gjordes i Sällskapet Muntra Musikanters våning. Linko fungerade då som dirigent för bolagets studioorkester (Helsingin Polyphon-Orkesteri). Bland inbjudna solister fanns R.R. Ryynänen, Lauri Sirelius, Olga Siikaniemi, Iivari Kainulainen och Markus Rautio. En historisk inspelning som Linko i egenskap av orkesterns dirigent medverkade till var Tango Carita med Martta Tiger som sångerska. Tangon, komponerad av François de Godzinsky, blev därigenom Finlands första inhemska inspelning inom genren, trots att musikstilen praktiserats i landet sedan 1913.